# El otro (Unamuno)
El otro es una obra de teatro en tres jornadas y un epílogo, escrita por Miguel de Unamuno en 1926 y estrenada en 1932.

## Argumento
Ernesto, hermano de Laura, de regreso de un viaje por América encuentra a Cosme, marido de ella, en estado de semilocura. Afirma que hace pocos días recibió la visita de un hombre idéntico a él, que en realidad era él mismo y que ahora está enterrado en el sótano. Laura cuenta que Cosme tenía un gemelo, Damián, que en su día también intentó seducirla, y que ella, incapaz de decidir, dejó que lo solucionasen entre ellos, y la victoria fue para Cosme, conocido como El otro. Aparece Damiana la esposa de Damián. Ambas reclaman que el superviviente es su marido, y éste va mimetizando la personalidad de los dos hermanos. Damiana afirma estar embarazada, y Laura no puede aguantar la situación. 

## Representaciones
- Teatro Español, Madrid, 14 de diciembre de 1932. Estreno
  - Intérpretes: Margarita Xirgu, Enrique Borrás, Laura Bori, Araceli Sánchez Ariño, Ricardo Contreras.

- Sala Olimpia, Madrid, 1995.
  - Intérpretes: Jorge Munárriz, Antonio Duque, Eva García, Fernando Huesca, Alicia Hermida.